# Малые Подлески
Малые Подлески (укр. Малі Підліски) — село во Львовской городской общине Львовского района Львовской области Украины.
Население по переписи 2001 года составляло 652 человека. Занимает площадь 0,99 км². Почтовый индекс — 80382. Телефонный код — 3252.

## Достопримечательности
Обелиск на месте ранения Николая Островского